# Aleksandr Lukasjenko
Aljaksandr Ryhoravitj Lukasjenko, född 31 augusti 1954 i Kopys i Vitebsks oblast i Vitryska SSR i Sovjetunionen, är Belarus president sedan 20 juli 1994. Före sin politiska karriär var Lukasjenko officer i militären och chef på olika fabriker och jordbruk (sovchos). Under sina första två mandatperioder omstrukturerade Lukasjenko den belarusiska ekonomin genom att introducera ekonomisk integration med den Ryska federationen och bygga upp band med ledare från forna Sovjetunionen. Lukasjenko har vunnit alla sina omval, val som anses vara uppgjorda på förhand. Detta, och förtrycket av oppositionen, gör att Lukasjenko kallas för diktator och Belarus den sista diktaturen i Europa.

## Biografi

### Tidiga år och bakgrund
Lukasjenko föddes 1954 i byn Kopys i dåvarande Vitryska SSR. I officiella dokument uppgavs Lukasjenko tidigare som född den 30 augusti, vilket senare ändrades till den 31 augusti. Hans mor kom in till sjukhuset på kvällen den 30 augusti, men födde honom inte förrän efter midnatt. De administrativa oriktigheterna förklarades av att ingen nedtecknat tiden för nedkomsten utan enbart tiden då modern ankom till förlossningskliniken.
Lukasjenko var son till Ekaterina Trofimovna Lukashenko (1924–2015), som i sin tur var dotter till ukrainskbördige Trokhym Ivanovich Lukashenko. Han växte upp faderlös.

### Utbildning
Lukasjenko tog examen vid universitetet i Mogilev år 1975 och vid den vitryska jordbruksakademin 1985, där han också var ledare för den lokala Komsomol-avdelningen. Åren 1975–1977 och 1980–1982 tjänstgjorde han i fronttrupperna i KGB och i den sovjetiska armén. Efter sin armétjänst arbetade han som kolchoschef och i kommunistpartiets ekonomiska styrelser.

## Politisk karriär
År 1990 blev han inröstad i det belarusiska parlamentet. Den 20 juli 1994, efter två valomgångar där Lukasjenko erhöll 80,1 procent i den andra omgången, valdes han till Belarus 3:e president.
Lukasjenko har tidigare motsatt sig korruptionen hos nomenklaturan i landets kommunistparti och därefter har Lukasjenkos politiska bas blivit en partilös organisation av supportrar huvudsakligen från landsbygden. Trots detta har stödtrupperna stora likheter med ett traditionellt sovjetkommunistiskt parti med bland annat personkult av Lukasjenko och auktoritär toppstyrning.
Ett år efter sitt tillträde som president lät Lukasjenko år 1995 utöka sina befogenheter genom en hårt kritiserad folkomröstning till att kunna upplösa parlamentet. Följande år lät han genomföra en om möjligt än mer kritiserad folkomröstning, där han lät bryta protester bland parlamentsledamöterna med vapenmakt, som innebar att han ersatte Högsta Sovjet med ett tvåkammarparlament efter rysk modell. Han hade valts till president 1994 och nästa val skulle därmed ske 1999, men sköts genom den nya konstitutionen upp till 2001. Han omvaldes 9 september 2001 med 75,65 % av rösterna. Valet har blivit ifrågasatt av utländska observatörer på grund av trakasserier mot oppositionen, kontroll av media och påstått manipulerad rösträkning. År 2004 lät han genom ytterligare en folkomröstning avskaffa begränsningen att presidenter endast kunde sitta i två mandatperioder för att kunna ställa upp i valet 2006. Han vann sedan valet med 82,6% av rösterna.
Lukasjenko är överbefälhavare i den belarusiska försvarsmakten, han leder även säkerhetsrådet i Belarus.

## Brott mot mänskliga rättigheter

### Mord och påtvingade försvinnanden
Den 7 maj 1999 försvann oppositionspolitikern Juri Zakharanka och den 16 september samma år försvann hans vän, politikern Viktar Hantjar, som också var regimkritiker. Även deras affärspartner Anatol Krasoŭski försvann. Dessa försvinnanden skedde efter att president Lukasjenka beordrade den belarusiska säkerhetstjänsten att göra sig av med landets politiska opposition och samtliga tre förmodas ha blivit mördade av staten. I december 2019 publicerade Deutsche Welle en dokumentärfilm där Juri Harauski, en tidigare medlem av en specialenhet vid det belarusiska inrikesministeriet med öknamnet "mördartruppen", bekräftade att det var hans enhet som hade kidnappat och mördat Zakharanka, och att de senare gjorde samma sak med Hantjar och Krasoŭski.
Den 6 april 2000 avled Hienadź Karpienka, oppositionspolitiker och trolig presidentkandidat, efter att ha insjuknat under mystiska omständigheter.

### Förtryck av journalister
Den 7 juli 2000 försvann journalisten Dzmitri Zavadski, som förmodas ha blivit mördad av belarusisk underrättelsetjänst på order av Lukasjenko.
Den 4 januari 2021 rapporterade Europeiska unionen att nya bevis, inklusive dokument och ljudinspelningar, har visat att belarusisk underrättelsetjänst planerade att mörda flera belarusiska regimkritiker utomlands. I en ljudfil, som påstås vara en inspelning från ett avlyssnat möte år 2012, diskuterar Vadzim Zaytsaŭ, dåvarande ordförande för KGB i Belarus, en mordplott med två officerare från KGB:s Alpha Group, en elitenhet för bekämpning av terrorism. Översatt från ryska säger en av rösterna i inspelningen: "Vi placerar [en bomb] och så vidare så att den där jävla råttan äntligen sprängs i bitar, benen åt ett håll, armarna åt ett annat. Om det ser ut som om han dog av naturliga skäl så kommer folk inte fatta budskapet.” Förutom att plantera en bomb diskuterade de också om de skulle förgifta Sjeremet. Sjeremet var en belarusisk journalist som var känd för sin kritik mot makthavare. Han mördades i Ukraina år 2016.
Den 23 maj 2021 gav Lukasjenko order om att kapa ett internationellt passagerarflygplan, Ryanair Flight 4978, där regimkritikern Raman Pratasevitj var ombord. Belarusiska militärplan tvingade planet att nödlanda på Minsks internationella flygplats, varpå Pratasevitj greps.
År 2022 hade Belarus flest fängslade journalister i Europa efter Turkiet. Sedan 2020 har över 600 journalister blivit frihetsberövade i Belarus och 300 har tvingats fly landet.

### Förtryck av homosexuella
År 2012 offentliggjorde Tysklands utrikesminister och den första öppet homosexuella ministern i landet, Guido Westerwelle, att Tyskland återkallade sin ambassadör från Minsk. Westerwelle anklagade även Lukasjenko för att vara diktator. I belarusisk TV svarade Lukasjenko: "Han ropar om diktatur... När jag hörde det, tänkte jag: hellre diktator än bög". År 2023 höll Lukasjenko tal till nationen i belarusisk statlig TV och förklarade att han "förlåter lesbiska kvinnor, men gaymän är avskyvärda."
Lukasjenko har förbjudit priderörelsen i Belarus. Människor som deltar i pride-parader arresteras och misshandlas av belarusisk polis.

### Antisemitism
Lukasjenko har blivit anklagad för antisemitism. Under en direktsändning på statlig radio 2007 adresserade han det "bedrövliga tillståndet i staden Babrujsk" och sa: "Detta är en judisk stad, och judarna bryr sig inte om den plats de bor på. De har förvandlat Babrujsk till en svinstia... Jag var där och såg det själv... Jag uppmanar judar som har pengar att komma tillbaka till Babrujsk." Från att ha utgjort omkring hälften av stadens befolkning år 1939, fanns det år 1999 endast drygt 1000 judar kvar i Babrujsk efter att 90% av judarna i Belarus mördades under förintelsen och majoriteten av de överlevande utvandrade på 1990-talet. Många belarusiska medborgare som har sökt asyl i bland annat Sverige är judar som inte vågar bo i Belarus på grund av tilltagande antisemitism.

## Privatliv

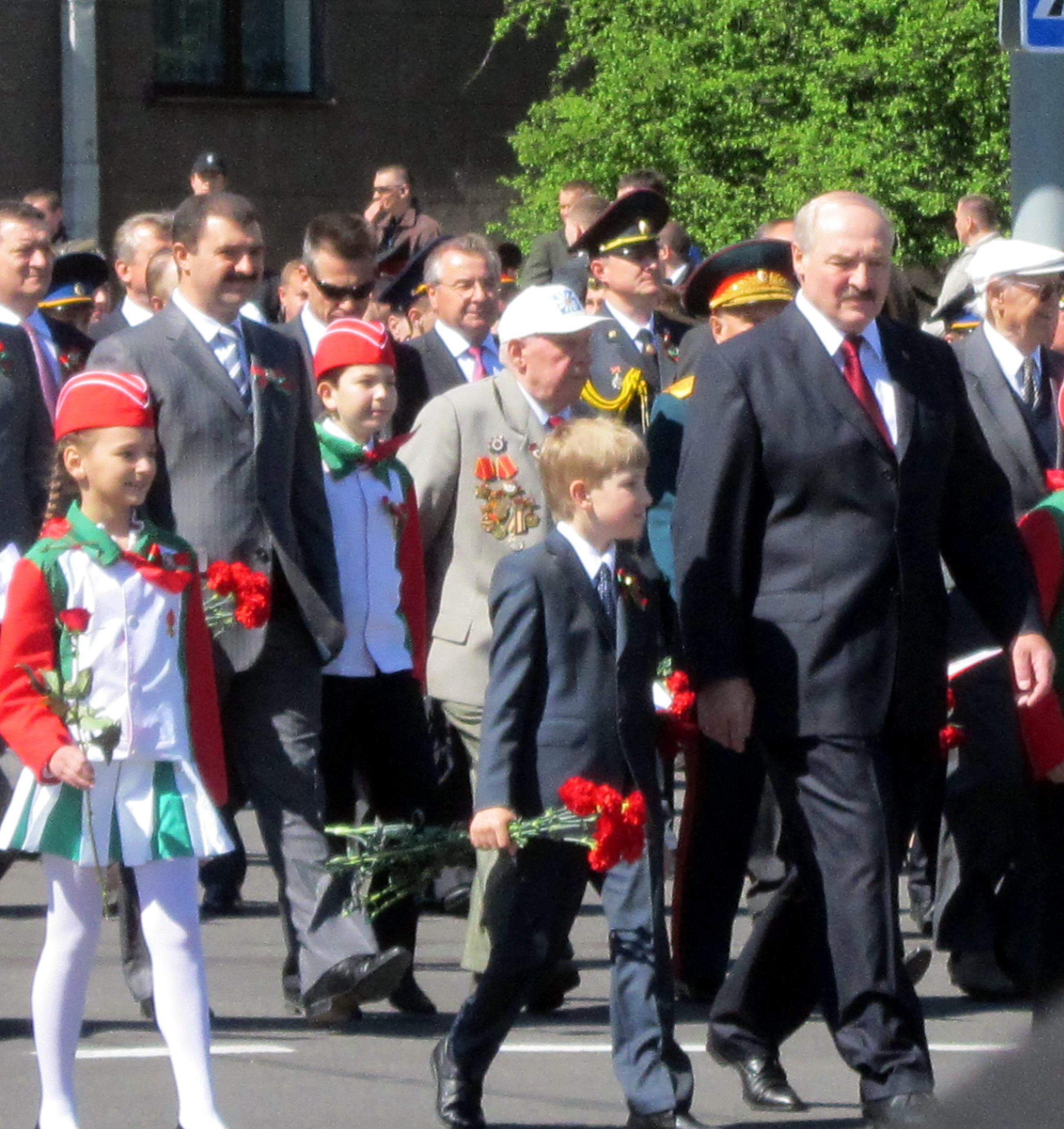
Lukasjenko tillsammans med yngsta sonen Nikolaj. Hans äldsta son Viktor kan ses i bakgrunden.

Lukasjenko gifte sig med Galina Zhelnerovich 1975. I äktenskapet föddes två söner, Viktor (född 1975) och Dmitry (född 1980).
År 2004 föddes Lukasjenkos tredje son, Nikolaj, vilket aldrig bekräftats av den belarusiska regeringen. Nikolaj syns ofta vid sin fars sida, inklusive vid möten med andra statsledare, och kännare av Belarus har spekulerat i att Lukasjenko vill se honom som sin efterträdare.
Lukasjenko har beskrivit sig själv som ortodox ateist. Han spelar ishockey två gånger i veckan.[när?]

## Utmärkelser
- José Martíorden, 2000.[35]
- Fäderneslandets förtjänstorden, 2001.[36]
- Den välrenommerade journalistdrivna organisationen OCCRP:s (Organized Crime and Corruption Reporting Project) utmärkelse som årets mest korrupta person 2021.[37]